# Vachellia zanzibarica
Acacia zanzibarica é uma espécie de leguminosa do gênero Acacia, pertencente à família Fabaceae.